# Galbraith Lowry Cole
Galbraith Lowry Cole (Dublino, 1º maggio 1772 – Heckfield, 4 ottobre 1842) è stato un generale e politico britannico.

## Biografia
Cole era il figlio secondogenito dell'irlandese William Willoughby Cole, I conte di Enniskillen (1 marzo 1736–22 maggio 1803), e di sua moglie Anne Lowry-Corry (m. settembre 1802), figlia di Galbraith Lowry-Corry della contea di Tyrone nonché sorella di Armar Lowry-Corry, I conte Belmore. Suo fratello maggiore era John Willoughby Cole (23 marzo 1768–31 marzo 1840), II conte di Enniskillen.
Visse ad Highfield House, presso Heckfield, nell'Hampshire, residenza adiacente a Stratfield Saye, di proprietà di quello che divenne poi uno dei suoi migliori amici, il duca di Wellington.

### La carriera militare
Cole entrò nell'esercito britannico nel 1787 come cornetta del 12º reggimento dragoni della guardia. Venne trasferito al 5° dragoni della guardia col grado di tenente nel 1791 e al 70º fanteria col grado di capitano nel 1792, prestando servizio nelle Indie orientali, in Irlanda ed in Egitto. Venne nominato tenente colonnello nel 1794 e passò quindi al corpo del generale Villette nel 1799. Promosso colonnello nel 1801, divenne generale di brigata e venne trasferito in Sicilia dove ottenne il comando della 1ª brigata nella battaglia di Maida del 4 luglio 1806. Nel 1808 venne promosso maggiore generale. Nel 1809 venne nominato membro dello staff dell'armata in servizio in Spagna ed in Portogallo, ottenendo in quest'ultimo esercito il grado di tenente generale nel 1811. Questo rango gli venne confermato anche in patria nel 1813. Comandò quindi la 4ª divisione di fanteria nella guerra peninsulare sotto il comando generale del duca di Wellington e rimase ferito nella battaglia di Albuera dove rivestì un ruolo decisivo. Venne inoltre ferito, più pesantemente, nella battaglia di Salamanca. Venne promosso generale nel 1830.
Per essersi distinto a Maida, Albuera, Salamanca, Vittoria, nei Pirenei, a Nivelle, Orthez e Tolosa, ricevette la Army Gold Cross con quattro barrette. Nel 1815 divenne Comandante generale del Northern District.
Venne nominato colonnello onorario del 103º reggimento di fanteria nel 1812, del 70º fanteria nel 1814 e del 34º fanteria nel 1816. Divenne quindi governatore dei forti di Gravesend e Tilbury. Venne nominato inoltre colonnello del 27º fanteria (irlandese).

### La carriera politica
Divenne membro del camera dei comuni irlandese ricoprendo il seggio di famiglia di Enniskillen dal 1797 al 1800, e rappresentò la costituente di Fermanagh nella camera dei comuni inglese nel 1803.
Dal 12 giugno 1823 al 17 giugno 1828 venne nominato governatore delle Mauritius. Lasciò l'incarico nel 1828 per ottenere l'incarico di governatore della Colonia del Capo, posizione che mantenne sino al 1833.
Nel 1813 ottenne il titolo nobiliare di cavaliere ed il 2 gennaio 1815 ottenne la gran croce dell'Ordine del Bagno.
La città di Enniskillen gli ha dedicato una statua in cima ad una colonna alta 30 metri posta all'interno di Fort Hill Park, realizzata dallo scultore irlandese Terence Farrell. La città di Colesberg, nell'allora Colonia del Capo, prese da lui il proprio nome.

## Matrimonio e figli
Cole sposò il 15 giugno 1815 Frances Harris (m. 1 novembre 1847), figlia di James Harris, I conte di Malmesbury. Frances Cole si distinse a Città del Capo per le sue opere di carità nel periodo nel quale il marito fu governatore locale, impegnandosi in particolare a favore dei coloureds. La coppia ebbe sette figli:
- Arthur (24 agosto 1817 – 30 marzo 1885), colonnello del 17º reggimento di fanteria
- William Willoughby, (17 novembre 1819 – 4 aprile 1863), capitano del 27º reggimento di fanteria
- James Henry (n. 15 dicembre 1821)
- Florence Mary Georgiana (n. 4 giugno 1816)
- Louisa Catherine (16 agosto 1818 – 14 ottobre 1878)
- Frances Maria Frederica  (n. 9 aprile 1824)
- Henrietta Anne Paulina (n. 6 ottobre 1826)